# Сторм, Фредерик
Фредери́к Сто́рм (дат. Frederik Storm; род. 20 февраля 1989, Гентофте, Копенгаген) — датский хоккеист, нападающий немецкого клуба «Ингольштадт» и сборной Дании. Участник одиннадцати подряд  чемпионатов мира, Олимпийских игр 2022 года. Игрок года Датской лиги в 2012 году, самый ценный игрок финала Кубка Дании 2010 года.

## Достижения
- Чемпион Дании: 2010
- Обладатель Кубка Дании (2): 2010, 2011